# 클라우디아 판돌피
클라우디아 판돌피(Claudia Pandolfi, 1974년 11월 17일 ~ )는 이탈리아의 배우이다. 하이 패션 브랜드 라우라 비아조티(Laura Biagiotti)의 CEO의 딸이다. 1991년 미스 이탈리아에 참가해 준결승전까지 오른 경력이 있다.